# يوشى
يوشى (بالصينية: 玉溪市 )‏ هي مدينة على مستوى محافظة، في جمهورية الصين الشعبية، تتبع يونان، تبلغ مساحتها 15,285 كيلومتر مربع، رمزها البريدي هو 653100.

## المناخ
يظهر الجدول التالي التغييرات المناخية على مدار السنة ليوشى:
| البيانات المناخية لـيوشى                                | البيانات المناخية لـيوشى | البيانات المناخية لـيوشى | البيانات المناخية لـيوشى | البيانات المناخية لـيوشى | البيانات المناخية لـيوشى | البيانات المناخية لـيوشى | البيانات المناخية لـيوشى | البيانات المناخية لـيوشى | البيانات المناخية لـيوشى | البيانات المناخية لـيوشى | البيانات المناخية لـيوشى | البيانات المناخية لـيوشى | البيانات المناخية لـيوشى |
| الشهر                                                   | يناير                    | فبراير                   | مارس                     | أبريل                    | مايو                     | يونيو                    | يوليو                    | أغسطس                    | سبتمبر                   | أكتوبر                   | نوفمبر                   | ديسمبر                   | المعدل السنوي            |
| ------------------------------------------------------- | ------------------------ | ------------------------ | ------------------------ | ------------------------ | ------------------------ | ------------------------ | ------------------------ | ------------------------ | ------------------------ | ------------------------ | ------------------------ | ------------------------ | ------------------------ |
| الدرجة القصوى °م (°ف)                                   | 24.1 (75.4)              | 27.7 (81.9)              | 29.2 (84.6)              | 32.4 (90.3)              | 32.6 (90.7)              | 31.7 (89.1)              | 31.3 (88.3)              | 31.0 (87.8)              | 30.9 (87.6)              | 29.1 (84.4)              | 26.3 (79.3)              | 25.2 (77.4)              | 32.6 (90.7)              |
| متوسط درجة الحرارة الكبرى °م (°ف)                       | 17.4 (63.3)              | 19.6 (67.3)              | 22.9 (73.2)              | 25.7 (78.3)              | 26.3 (79.3)              | 26.4 (79.5)              | 26.0 (78.8)              | 26.2 (79.2)              | 24.8 (76.6)              | 22.6 (72.7)              | 19.6 (67.3)              | 16.9 (62.4)              | 22.9 (73.2)              |
| المتوسط اليومي °م (°ف)                                  | 9.5 (49.1)               | 11.3 (52.3)              | 14.5 (58.1)              | 17.9 (64.2)              | 20.1 (68.2)              | 21.3 (70.3)              | 21.0 (69.8)              | 20.7 (69.3)              | 19.4 (66.9)              | 17.0 (62.6)              | 12.9 (55.2)              | 9.6 (49.3)               | 16.3 (61.3)              |
| متوسط درجة الحرارة الصغرى °م (°ف)                       | 3.7 (38.7)               | 4.8 (40.6)               | 7.8 (46.0)               | 11.4 (52.5)              | 15.3 (59.5)              | 17.9 (64.2)              | 18.0 (64.4)              | 17.3 (63.1)              | 16.0 (60.8)              | 13.6 (56.5)              | 8.6 (47.5)               | 4.4 (39.9)               | 11.6 (52.8)              |
| أدنى درجة حرارة °م (°ف)                                 | −2.3 (27.9)              | −2.2 (28.0)              | −2.5 (27.5)              | 3.4 (38.1)               | 6.6 (43.9)               | 12.0 (53.6)              | 12.8 (55.0)              | 11.1 (52.0)              | 7.0 (44.6)               | 4.9 (40.8)               | −0.9 (30.4)              | −5.5 (22.1)              | −5.5 (22.1)              |
| الهطول مم (إنش)                                         | 16.6 (0.65)              | 17.6 (0.69)              | 18.1 (0.71)              | 34.8 (1.37)              | 91.1 (3.59)              | 140.5 (5.53)             | 180.5 (7.11)             | 177.7 (7.00)             | 96.9 (3.81)              | 75.1 (2.96)              | 44.9 (1.77)              | 15.1 (0.59)              | 908.9 (35.78)            |
| متوسط أيام هطول الأمطار (≥ 0.1 mm)                      | 4.4                      | 4.4                      | 5.5                      | 8.0                      | 12.4                     | 16.6                     | 20.2                     | 19.2                     | 15.8                     | 13.2                     | 7.9                      | 4.5                      | 132.1                    |
| متوسط الرطوبة النسبية (%)                               | 71                       | 65                       | 60                       | 60                       | 67                       | 77                       | 81                       | 81                       | 79                       | 79                       | 78                       | 77                       | 73                       |
| المصدر #1: China Meteorological Data Service Center     |                          |                          |                          |                          |                          |                          |                          |                          |                          |                          |                          |                          |                          |
| المصدر #2: Weather China (precipitation days 1971–2000) |                          |                          |                          |                          |                          |                          |                          |                          |                          |                          |                          |                          |                          |

## التقسيمات الإدارية
- Hongta, Yuxi [الإنجليزية]‏
- Jiangchuan, Yuxi [الإنجليزية]‏
- تشينغيانغ [الإنجليزية]‏
- محافظة تونغ هاي
- مقاطعة هوانينغ [الإنجليزية]‏
- مقاطعة يمين  [لغات أخرى]‏
- Eshan Yi Autonomous County [الإنجليزية]‏
- Xinping Yi and Dai Autonomous County [الإنجليزية]‏
- مقاطعة يوانجيانغ هاني ويي وداي  [لغات أخرى]‏.

## أعلام
- تشاو شو
- يانغ سونغ
- تشو شيجيان
- تشو شي